# وينفريد فاغنر
وينفريد فاغنر (بالألمانية: Winifred Wagner) هي ملحنة وكاتِبة ألمانية، ولدت في 23 يونيو 1897 في هيستينغز في المملكة المتحدة، وتوفيت في 5 مارس 1980 في أوبرلنغن في ألمانيا.

## وصلات خارجية
- وينفريد فاغنر على موقع الموسوعة البريطانية (الإنجليزية)
- وينفريد فاغنر على موقع مونزينجر (الألمانية)
- وينفريد فاغنر على موقع ميوزك برينز (الإنجليزية)